# Copa Sul-Minas
Die Copa Sul-Minas war ein erstmals 1999 ausgetragener Fußballwettbewerb. Dieser wurde vom nationalen Fußballverband CBF organisiert und fand nur viermal statt.

## Hintergrund
Der Wettbewerb diente der Ermittlung eines Teilnehmers an höherklassigen Wettbewerben. Mit der Austragung 1999 sollte der Teilnehmer für die Copa Conmebol 1999 ermittelt werden. Von 2000 bis 2002 ein Vertreter für die Copa dos Campeões, einem Turnier regionaler Meister Brasiliens, welches wiederum für die Teilnahme an der Copa Libertadores dem wichtigsten südamerikanischen Vereinsfußballwettbewerb qualifizierte.
1999 kamen die Teilnehmer aus den Bundesstaaten Paraná, Rio Grande do Sul und Santa Catarina. In dem Jahr nannte sich das Turnier noch Copa Sul. Ab 2000 nahmen Vertreter aus Minas Gerais hinzu. Diese hatten 1999 noch an der Copa Centro-Oeste teilgenommen, waren jedoch mit der Einnahmesituation in dem Wettbewerb unzufrieden und konnten den CBF bewegen, sie an der Copa Sul teilnehmen zulassen, wodurch aus daraus die Copa Sul-Minas entstand.

## Die Spiele
| Saison   | Pokalsieger     | Ergebnis    | Finalist            |
| -------- | --------------- | ----------- | ------------------- |
| Copa Sul | Grêmio FBPA     | 2:1 0:2 1:0 | Paraná Clube        |
| 2000     | América Mineiro | 1:0 2:1     | Cruzeiro EC         |
| 2001     | Cruzeiro EC     | 2:0 3:0     | Coritiba FC         |
| 2002     | Cruzeiro EC     | 2:1 1:0     | Atletico Paranaense |